# 술레이카 리베라
술레이카 리베라(Zuleyka Rivera, 1987년 10월 3일 ~ )는 푸에르토리코의 모델, 배우, 사회자, 미인 대회 우승자이다. 2006년 미스 푸에르토리코 우승자이며 2006년 미스 유니버스에서 푸에르토리코 대표로 참가해 우승했다.

## 같이 보기
- 미스 유니버스 2006